# 諏訪神社 (市川市)
諏訪神社（すわじんじゃ）は、千葉県市川市平田にある神社。旧社格は村社。神紋は諏訪大社上社の「諏訪梶の葉」。

## 祭神
- 建御名方命

## 概要
葛飾八幡宮の兼務社。国道14号と東京外環自動車道の交差点の西側にある平田特別緑地保全地区の一角に鎮座している。境内地とその周辺は市川市の中部に広がる「市川砂州」の一部で、クロマツが多く生えている。
近所に住んでいたことのある永井荷風が時間を費やした場所の一つとしても知られており、『断腸亭日乗』の昭和21年（1946年）8月3日の段に登場する。

## 由緒
寛政元年（1789年）創建とする説はあるが、戦国時代の頃には既に存在し、この地に住みついた平田左衛門尉こと千葉胤俊（千葉胤正の曾孫にあたる）から崇敬を受けたとも言われている。
昭和3年（1928年）7月27日に指定村社となる。同44年（1969年）7月2日に諏訪大社より社紋を拝受。

## 境内

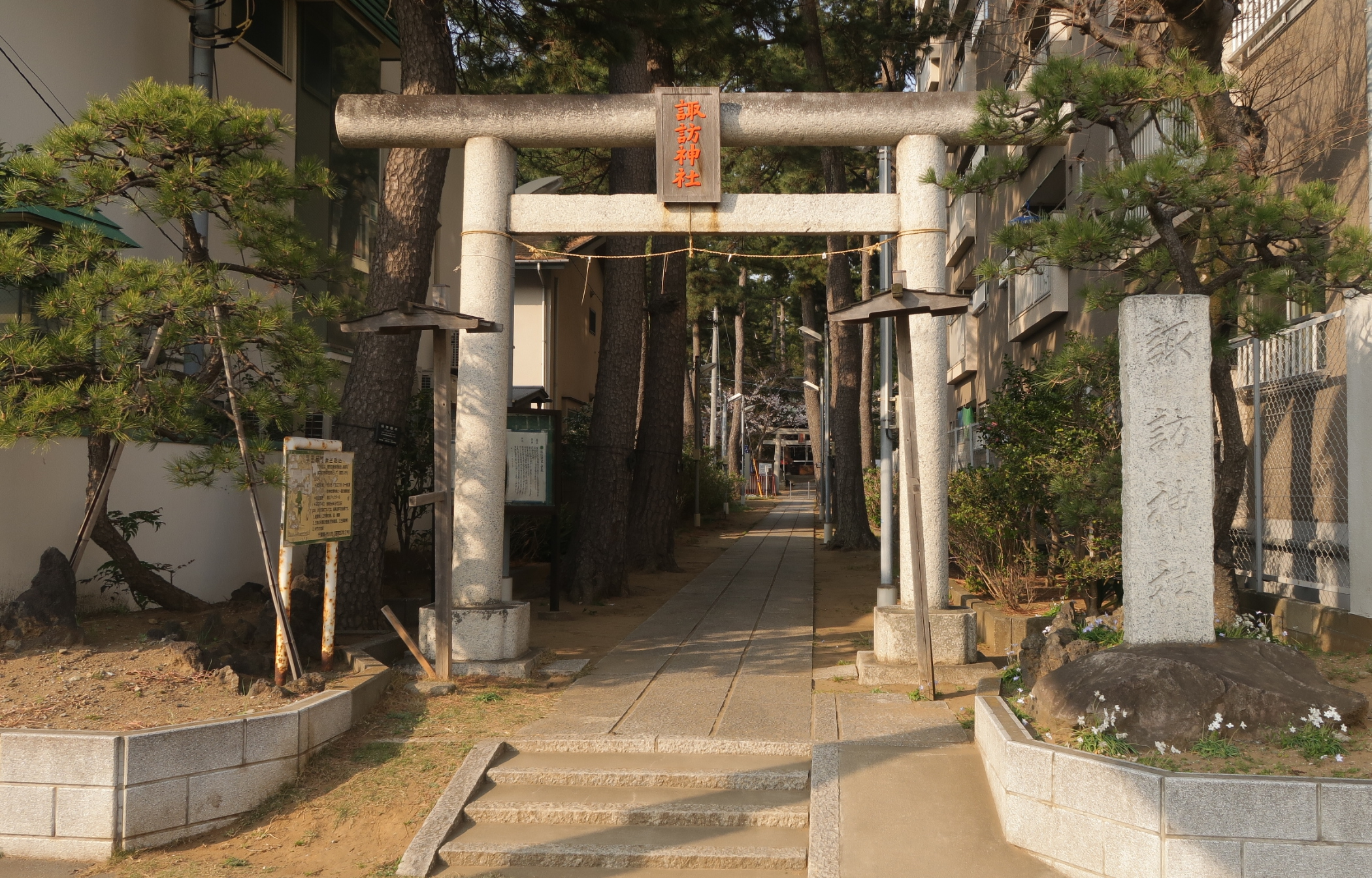
一の鳥居

### 摂末社
- 出雲社

祭神は「大黒様」（大国主神、建御名方神の父神）
- 美保社

祭神は「えびす様」（事代主神、建御名方神の兄神）
- 稲荷大明神
- 天満天神宮
- 湍津姫命社

## 祭事
- 例祭（10月17日）
  - 御柱祭

当社は千葉県内で唯一御柱を建てる諏訪神社と言われており、例祭に際して御柱の渡御・建立が不定期的に行われる。総本社の諏訪大社と異なり、当社では御柱が曳き付けられるのではなく神輿のように担がれる。また、一括して4本の御柱を建て替えるのではなく、一回に1～2本ずつ交換する形で行われている。
改元記念として令和元年（2019年）の例祭に一番御柱の建て替えが行われた。
- 元旦祭（1月1日）
- 天神祭（1月）
- 節分祭（2月3日）
- 稲荷祭（2月）
- 出雲社祭（5月）
- 大祓（12月）

## 交通アクセス
- 京成電鉄京成線 菅野駅より徒歩3分（230m）
- JR東日本総武線 市川駅より徒歩14分（1.1km）